# 오리건 보건과학 대학교
오리건 보건과학 대학교(Oregon Health & Science University, OHSU)는 미국 오리건주 포틀랜드의 병원 2곳을 포함하여 메인 캠퍼스와 더불어 보건과학에 주로 집중하는 공립 연구형 대학이다. 이 기관은 1887년에 "University of Oregon Medical Department"라는 이름으로 설립되었다가 나중에 "University of Oregon Medical School"로 변경되었다. 1974년, "University of Oregon Health Sciences Center"라는 이름의 독립된 자치 기관이 되었다. 1981년 "Oregon Health Sciences University"로 변경되었고 2001년 현재의 교명 "오리건 보건과학 대학교"로 변경되었다.